# 오픈 해피니스
오픈 해피니스(Open Happiness)는 코카콜라의 글로벌 마케팅 전략 슬로건이다. 광고 캠페인으로, 2009년 상반기부터 2015년까지 이 슬로건을 걸고 전 세계적으로 마케팅 하였다. 대한민국에서는 'Open Happiness'와 이 문구를 해석한 '행복을 여세요' 두 슬로건으로 마케팅 하였다. 다양한 노래로 발매되기도 하였다.

## 노래
- Open Happiness (Cee-Lo Green, Brendon Urie, Patrick Stump, Janelle Monae&Travis McCoy)
- 오픈 해피니스 (2PM)
- Shake up Christmas (Train)
- Something in the air (feat. Lauriana Mae) (Grayson Sanders & Jono)